# Friedrich von Amerling
Friedrich von Amerling (Bécs, 1803. április 13. – Bécs, 1887. január 15.) osztrák arcképfestő. Ő festette meg Gróf Széchenyi István képét, amelyet a Magyar Tudományos Akadémia számára festett.

## Életpályája
Franz Amerling és Theresia Kargl fiaként született. 1815 és 1824 között bécsi, 1824-től 1826-ig a prágai akadémián tanult, majd Londonban, Párizsban és Münchenben, főleg Lawrence, Horace Vernet és Stieler műveit tanulmányozta. Akadémiai pályadíjat nyert és ismert névre tett szert két történeti festményével («Dido a máglyán», «Mózes a sivatagban»), majd - miután I. Ferenc császár képmását elkészítette - a legkedveltebb arcképfestők egyikévé lett. Ő festette meg gróf Széchenyi István képét is a Magyar Tudományos Akadémia számára. Különösen ragyogó színezése által tűnt ki. Tanulmányuton járt az alábbi helyeken: 1836 és 1838-ban Olaszországban, 1838-ban Hollandiában, 1839-ben Münchenben, 1840-43-ban Rómában, 1882-ben Spanyolországban, 1883-ban Angliában, 1884-ben Görögországban, 1885-ben Skandináviában és 1886-ban Egyiptomban és Palesztinában.

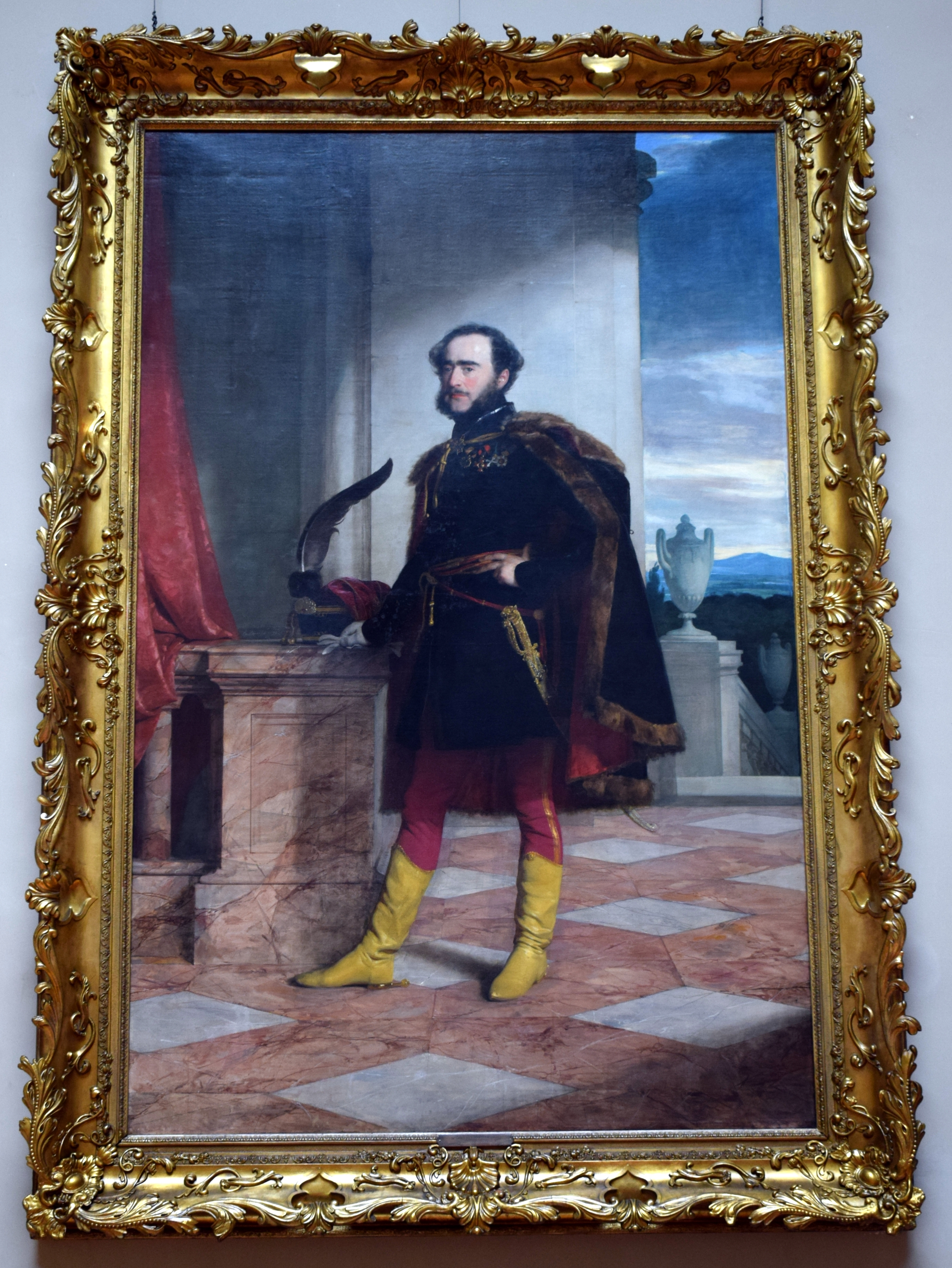
Széchenyi István